# Sbory dobrovolných hasičů v okrese Rychnov nad Kněžnou
Toto je seznam sborů dobrovolných hasičů v okrese Rychnov nad Kněžnou:
- SDH Borovnice
- SDH Bystré
- SDH Byzhradec
- SDH Častolovice
- SDH Dlouhá Ves
- SDH Doudleby nad Orlicí
- SDH Olešnice v Orlických horách
- SDH Opočno
- SDH Přestavlky
- SDH Rájec
- SDH Rokytnice v Orlických horách
- SDH Roveň
- SDH Rybná nad Zdobnicí
- SDH Slatina nad Zdobnicí
- SDH Týniště nad Orlicí
- SDH Lhoty u Potštejna
- a další